# Elektromagnetische puls
Onder een elektromagnetische puls verstaat men in het algemeen een kortdurend elektromagnetisch verschijnsel van niet-verwaarloosbare omvang. Het kan ontstaan door bijvoorbeeld de ontlading van een grote condensator via een spoel. 

## Kernexplosies als oorzaak
Het verschijnsel heeft een nieuwe betekenis gekregen sinds 1962, toen de eerste testexplosies met atoombommen hoog boven de atmosfeer plaatsvonden. Het bleek dat tot op grote afstand elektrische apparatuur door het verschijnsel kapotging (b.v. Hawaï, op meer dan 1000 km afstand van de explosie). Gammastraling van een kernexplosie boven de atmosfeer werkt in op vrije elektronen in de hoge lagen van de dampkring, die daarna elektrische stromen vormen, geleid via het aardmagnetisch veld. Het is het magnetisch veld van deze elektrische stroom dat schade aanricht.

### Gevolg
Het plotseling ontstane magnetische veld van EMP induceert spanning in stroomkringen. Zowel die optredende spanning, als de stroom die daardoor ontstaat, kan schade veroorzaken. Bij de genoemde EMP-waarneming in Hawaï wordt inductie in een bovengronds elektriciteitsnet als storingsbron genoemd. In het heden zal het effect veel ingrijpender zijn omdat de elektronica sterk geminiaturiseerd is (met ragfijne bedrading en isolatie tussen de chipcomponenten van slechts enkele micrometers dikte) en omdat veel meer apparatuur en de hele westerse maatschappij van elektronica is voorzien en daarvan afhankelijk is, inclusief auto's, liften, vliegtuigen, schepen, elektriciteitscentrales, ziekenhuisapparatuur, etc.

### Bestrijding
In principe is bescherming van apparatuur tegen EMP simpel, omdat het verschijnsel kortstondig optreedt: de apparatuur onderbrengen in een geaarde metalen doos (liefst blik of staal, vanwege de hoge magnetische permeabiliteit van ijzer) is voldoende. Het beveiligen van netwerken in huizen en gebouwen en het openbare elektriciteitsnet zal veel moeilijker en duurder zijn, omdat die circuits vaak uitgevoerd zijn als grote draadlussen van vele meters of zelfs tientallen of honderden kilometers lengte, waarin EMP immense spanningen opwekt. Tijdens de Koude Oorlog werd huishoudens aangeraden om een ouderwetse buizenradio in reserve te houden omdat de daarin aanwezige elektronenbuizen en diodes met gloeidraad veel robuuster zijn dan transistors.

## Politiek
In de Verenigde Staten maken vooral Republikeinen zich druk over de mogelijkheid van een aanval met een kernwapen om een elektromagnetische puls te veroorzaken; deze zou in hun ogen in één klap de elektronische infrastructuur van het land plat kunnen leggen. Critici en veiligheidsexperts stellen dat dat scenario erg overdreven is en zien de Republikeinse ophef als een angstcultuur of als een uitvlucht om het defensiebudget te verhogen.

## Populaire cultuur
- In de filmtrilogie The Matrix van de Wachowski's gebruiken de schepen een EMP om de zogenaamde Sentinels (grote robots die op inktvissen lijken) te stoppen. De EMP wordt weergegeven als een explosie in een zwembad. De gehele omgeving is gehuld in een soort elektronische wolk.
- In de James Bondfilm GoldenEye wordt een EMP afgevuurd vanaf een satelliet.
- In de film Ocean's Eleven en de Amerikaanse televisieseries Jericho en Prison Break wordt de EMP gebruikt.
- In de actieserie 24 wordt de EMP gebruikt om een deel van het elektriciteitsnet van Los Angeles plat te leggen.
- In sciencefictionliteratuur en computerspellen wordt de EMP regelmatig genoemd, bijvoorbeeld in de computerspelserie Call of Duty.
- In het computerspel Grand Theft Auto Online zijn meerdere missies waarbij een EMP moet worden gestolen, waaronder van een militair vliegdekschip.
- In de roman Een seconde later van William R. Forschten wordt de Verenigde Staten getroffen door een grootschalige EMP-aanval.
- In de filmreeks Godzilla kunnen de monsters EMP genereren.
- In de sciencefictionserie Dark Angel laten terroristen een grote EMP-bom afgaan in de VS, waardoor het land in een volledige chaos en economische crisis belandt.
- In de serie MacGyver hebben criminelen een EMP-wapen gestolen.